# Champoly
Champoly is een gemeente in het Franse departement Loire (regio Auvergne-Rhône-Alpes) en telt 327 inwoners (2019). De plaats maakt deel uit van het arrondissement Roanne.
Het middeleeuwse kasteel d'Urfé was de voorouderlijke burcht van het geslacht d'Urfé. Die verplaatsten hun residentie in de 15e eeuw naar het Kasteel van La Bastie d'Urfé in de vlakte.

## Geografie
De oppervlakte van Champoly bedraagt 14,6 km², de bevolkingsdichtheid is 22 inwoners per km².
De onderstaande kaart toont de ligging van Champoly met de belangrijkste infrastructuur en aangrenzende gemeenten.

## Demografie
Onderstaande figuur toont het verloop van het inwonertal (bron: INSEE-tellingen).